# 1797 en architecture
| Années de l'architecture : 1794 - 1795 - 1796 - 1797 - 1798 - 1799 - 1800    |
| Décennies de l'architecture : 1760 - 1770 - 1780 - 1790 - 1800 - 1810 - 1820 |

Cet article présente les faits marquants de l'année 1797 en architecture.

## Réalisations
- Construction de l'hôtel Lakanal, no 20, rue de la Chaussée-d'Antin à Paris, par François-Nicolas Trou dit Henry pour Joseph Lakanal, ancien conventionnel et membre du Conseil des Cinq-Cents.

## Récompenses
- Prix de Rome : Louis-Ambroise Dubut et Jean-Antoine Coussin.

## Naissances
- 22 août : Johan Oldenburg

## Décès
- 16 janvier : Claude-Joseph-Alexandre Bertrand (°10 janvier 1734).
- Louis-François Trouard (°1729).